# Eurhynchium coarctum
Eurhynchium coarctum är en bladmossart som beskrevs av C. Müller 1898. Eurhynchium coarctum ingår i släktet sprötmossor, och familjen Brachytheciaceae. Inga underarter finns listade i Catalogue of Life.